# Agelena lawrencei
Agelena lawrencei là một loài nhện trong họ Agelenidae.
Loài này thuộc chi Agelena. Agelena lawrencei được Carl Friedrich Roewer miêu tả năm 1955.